# Division No 11 (Alberta)
Pour les articles homonymes, voir Division No 11.
La Division No  11 est une division de recensement de 1 203 115 habitants en 2011, située dans la province d'Alberta, au Canada.